# Kalmuzy
Kalmuzy (Kalamuzy) – część wsi Gardeja w Polsce, położona w województwie pomorskim, w powiecie kwidzyńskim, w gminie Gardeja, na trasie linii kolejowej Kwidzyn-Grudziądz (stacja PKP "Gardeja").
W latach 1975–1998 Kalmuzy administracyjnie należały do województwa elbląskiego.